# Schotelantenne

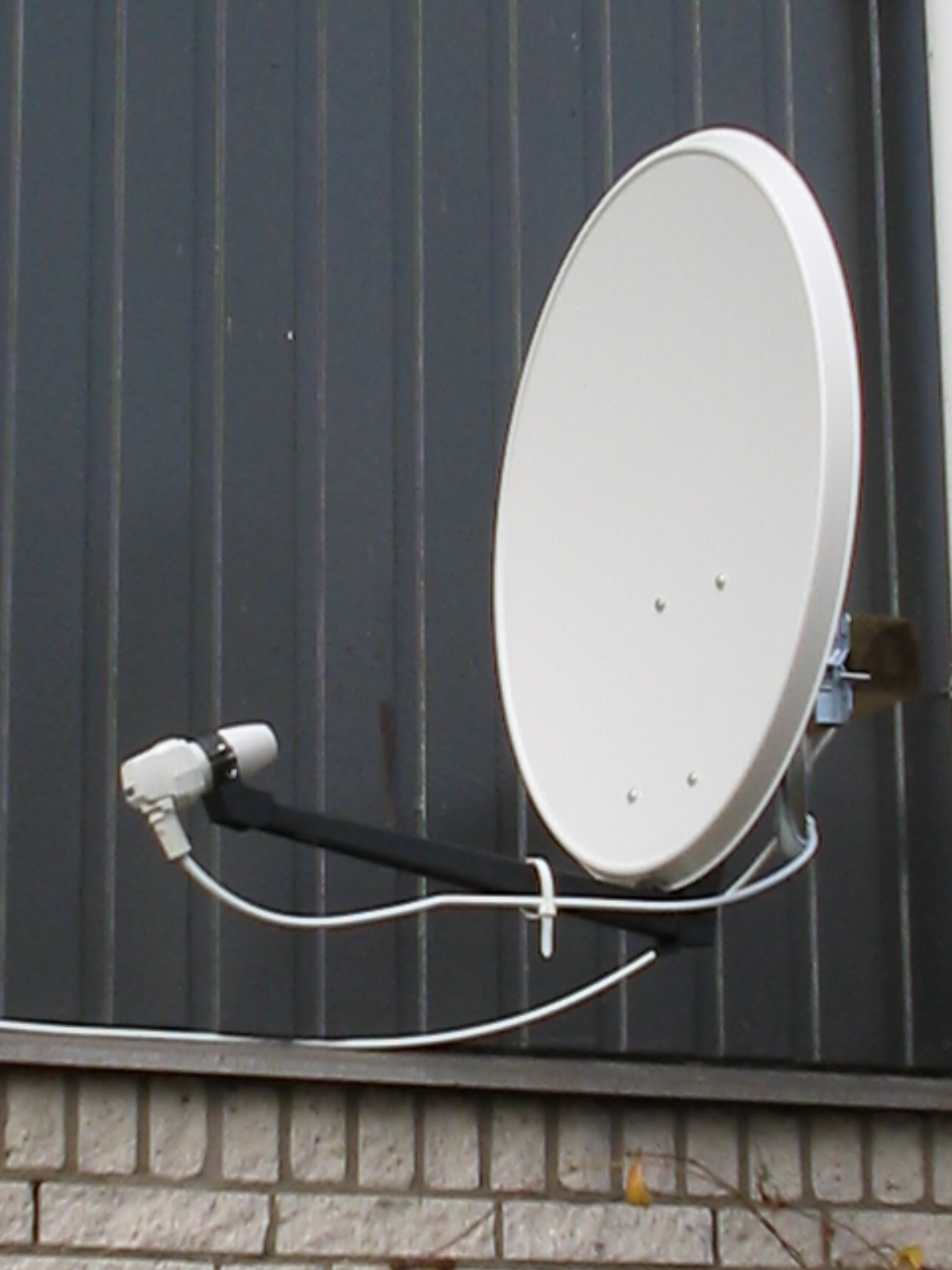
Schotelantenne

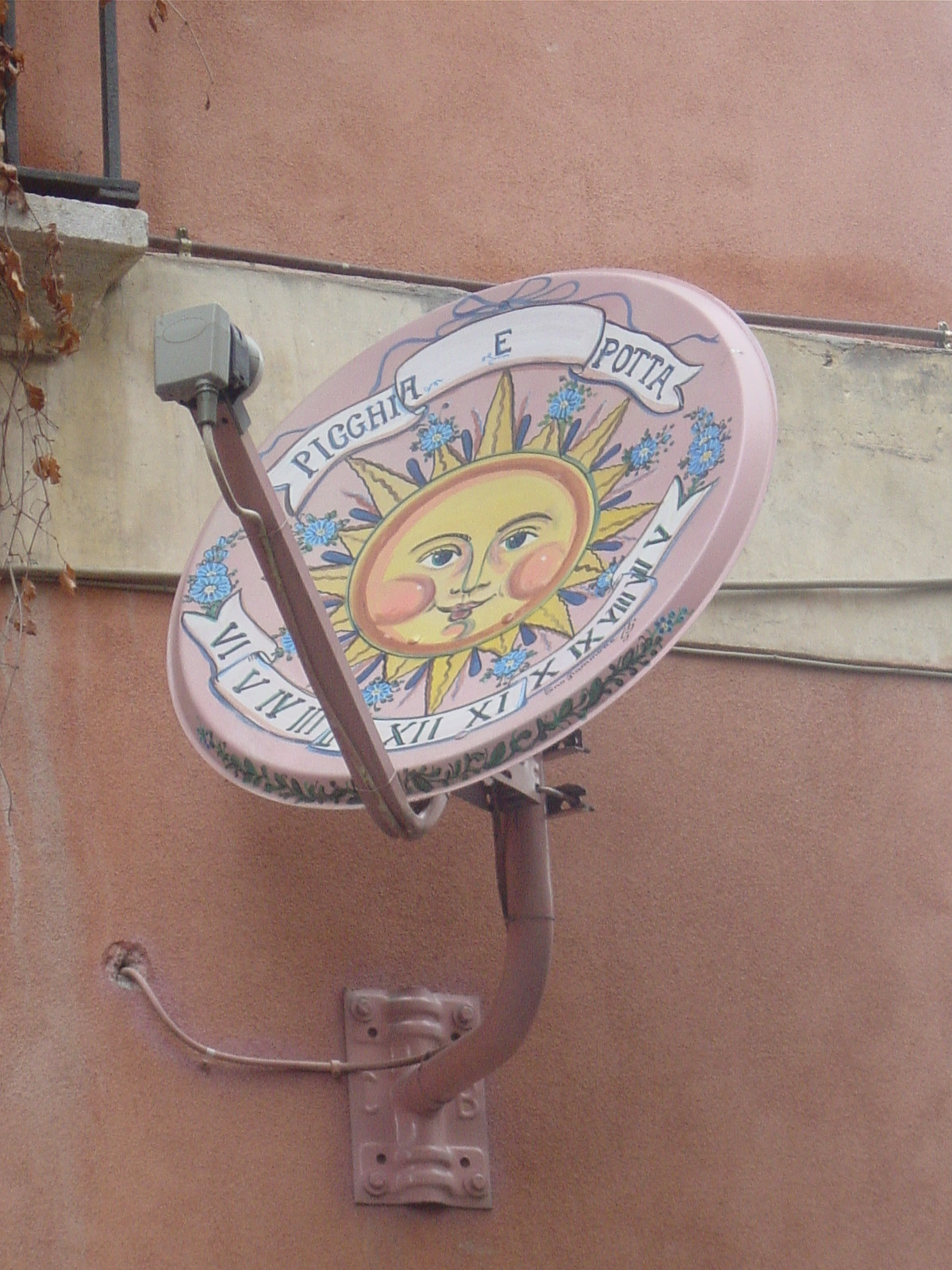
Een schotelantenne versierd als zonnewijzer

Een schotelantenne, ook wel satellietschotel genoemd, bestaat uit een cirkelvormige of ovale reflector in de vorm van een parabolische schotel en een ontvangstkop, Low Noise Blockconverter (LNB) genaamd, die de eigenlijke antenne bevat.
De reflector bundelt de radiogolven en concentreert deze op de LNB. Een schotelantenne wordt voornamelijk gebruikt om signalen van een satelliet te ontvangen. Meer dan 800.000 huishoudens in Nederland hebben een schotelantenne om satelliettelevisiesignalen te ontvangen. Behalve voor het ontvangen van signalen worden schotelantennes ook gebruikt om signalen naar satellieten te zenden. In de radioastronomie gebruikt men schotelantennes als radiotelescoop om radiogolven van astronomische objecten waar te nemen.

## Primefocusenoffset
Schotelantennes zijn onder te verdelen in twee hoofdgroepen:
- Primefocusschotel - De schotel staat precies loodrecht ten opzichte van de satelliet en de LNB bevindt zich midden voor de schotel.
- Offsetschotel - De schotel staat nagenoeg verticaal en de LNB bevindt zich op een arm onderaan de schotel. Deze schotel is een klein beetje ovaal ter compensatie van het feit dat het signaal onder een hoek op de schotel valt. Dit type wordt het meest gebruikt voor televisieontvangst.

## LNB (Low Noise Block)
De eigenlijke ontvangst van het satellietsignaal gebeurt met de LNB, die met een arm vastzit aan de schotel. Na ontvangst van het signaal, dat gereflecteerd wordt door de schotel, zet de LNB dit om in een signaal dat via een coaxkabel wordt doorgegeven aan het televisietoestel of de satellietontvanger.
Het is mogelijk om op één schotelantenne meerdere satellietposities te ontvangen. Dit kan op een normale schotelantenne, maar er zijn ook speciale schotels die iets breder zijn en bijna rechthoekig van vorm. Er worden dan meerdere LNB's op de schotel gemonteerd via een multiblock (een houder voor meerdere LNB's) of los op een rail. De signalen van de verschillende LNB's komen samen in een schakelkastje, de zogenaamde DiSEqC-switch. Een eenvoudiger, maar minder flexibele oplossing is een monoblock waarbij de verschillende LNB's  en het schakelkastje in één behuizing zijn aangebracht.
Voor ontvangst van meerdere satellietposities op één schotel mogen de satellietposities niet te ver uit elkaar liggen. De populairste posities in Nederland zijn Hot Bird 13°O, Astra 19,2°O, Astra 23,5°O en Astra 28,2°O. Voor ontvangst van al deze vier posities wordt een schotel ingezet van 80 cm in plaats van een standaard schotel van 60 cm.
Daarnaast is er de gemotoriseerde schotelantenne (draaibaar) op de markt voor bedrijven en consumenten.

## Uitrichting
Voor een goede ontvangst moet de schotel precies op de gewenste satellietpositie gericht staan. Voor het goed uitrichten van de schotel zijn er tal van hulpmiddelen beschikbaar. Veel televisietoestellen en satellietontvangers hebben daarvoor een afstemfunctie in het installatiemenu, waarbij de signaalsterkte wordt aangegeven met behulp van een staafdiagram. Een schotel installeren gaat echter het gemakkelijkst met een zogenaamde sat finder. Er zijn ook app's voor de smartphone die direct aan de ontvanger zijn te koppelen.